# Алкидика
Алкидика (на старогръцки: Ἀλκιδίκη, Alkidike) в древногръцката митология е дъщеря на Алей, цар на Аркадия.  Тя се омъжва за Салмоней, цар на Елида, на когото ражда красивата Тиро.
След смъртта на Алкидика Салмоней се жени за Сидеро, която тероризира Тиро.